# March Story
March Story (マーチストーリー?, Māchi Sutōrī) è un manga seinen scritto da Kim Hyang-min e disegnato da Yang Kyung-il, pubblicato dalla Shogakukan in Giappone dal 19 dicembre 2008. È giunto in Italia a partire dal 17 febbraio 2011 tramite Panini Comics sotto l'etichetta Planet Manga.

## Trama
Tra i tranquilli villaggi e città dell'Europa del XVIII secolo, demoni, noti come Ill, si nascondono all'interno delle più belle opere d'arte.
Attratti dal fascino dell'oggetto, gli incauti si ritrovano posseduti dall'Ill e spinti ad orribili atti di violenza. Solo i Ciste Vihad possono annientare gli Ill, March è uno di questi, traccia gli Ill da una città all'altra per trovare gli oggetti che contengono il demone, prima che questi possa possedere qualcuno.
Nati dalla tragedia e dal tormento dei loro creatori, i manufatti hanno tutti una storia da raccontare, come ognuna delle loro vittime, ma la storia di March potrebbe essere la più tragica di tutte.

## Personaggi
March (マーチ?, māchi)
Un ciste vihad, ovvero un cacciatore di ill. Possiede l'abilità di liberare gli esseri umani posseduti. Perennemente in viaggio per il mondo a caccia di ill. Per ironia della sorte, l'ill dei rovi risiede dentro di lei. Benché sia una ragazza, March vive la sua vita come un uomo.
Jake (ジェーク?, zuēku)
Un'indovina che, un tempo, era un ciste vihad. Ha accettato il patto che ha salvato March dall'essere posseduta dall'ill dei rovi e ora è l'unica persona a conoscenza del suo segreto.
Rodin (ローディン?, rōdein)
Proprietario di un negozio di antiquariato che vanta una collezione di manufatti preziosi provenienti da ogni angolo del mondo. All'interno del suo negozio ci sono anche degli oggetti dove una volta avevano trovato dimora gli ill. Rodin non sa che March in realtà è una donna.
Velma (ベルマ?, beruma)
È un ciste vihad che ha il potere di far avere allucinazioni ai propri nemici. È anche un cuoco di un ristorante italiano e un culturista.

## Terminologia
Ill (イル?, iru)
Entità soprannaturali che nascono da emozioni umane, essi risiedono speso in oggetti di rara bellezza e di valore. Queste entità si spostano da un luogo all'altro in modo da essere facilmente notati, aspettando che qualche essere umano venga attratto da essa, risvegliando l'ill dall'oggetto e impossessandosi dell'individuo che tocca l'oggetto. L'umano viene posseduto per poi essere torturato ricordandogli le paure che ha, fino a fargli perdere la ragione. L'ill, dopo che divora il cuore dell'essere umano, ottiene il pieno controllo della vittima.
Gli ill che possiedono un essere umano si riconoscono dalle corna che crescono sulla testa del posseduto. Se le corna sono bianche l'ill non ha ancora ucciso nessuno, se invece le corna sono rosse l'ill ha ucciso delle persone. A volte certi ill non sono malvagi e sono nati da altri sentimenti come amore o da sogni, a differenza di altri ill che nascono da paure e gelosie umane.
Ciste Vihad (システ・ビハード?, shisute-bihādo)
Sono dei cacciatori di ill e girano per il mondo alla ricerca degli oggetti posseduti da iIll per evitare che essi si impadroniscano di umani.

## Volumi
| Nº | Data di prima pubblicazione | Data di prima pubblicazione | Data di prima pubblicazione | Data di prima pubblicazione |
| Nº | Giapponese                  | Giapponese                  | Italiano                    | Italiano                    |
| -- | --------------------------- | --------------------------- | --------------------------- | --------------------------- |
| 1  | 19 dicembre 2008            | ISBN 978-4-09-157156-4      | 17 febbraio 2011            | ISBN 978-88-6346-941-7      |
| 2  | 18 dicembre 2009            | ISBN 978-4-09-157196-0      | 21 aprile 2011              | ISBN 978-88-6589-189-6      |
| 3  | 17 dicembre 2010            | ISBN 978-4-09-157249-3      | 29 settembre 2011           | ISBN 978-88-6589-466-8      |
| 4  | 19 dicembre 2011            | ISBN 978-4-09-157296-7      | 12 luglio 2012              | ISBN 978-88-6304-231-3      |
| 5  | 19 aprile 2013              | ISBN 978-4-09-157340-7      | 7 novembre 2013             | ISBN 978-88-912-5229-6      |